# کلارا ایسووا
کلارا ایسووا (چکی: Klára Issová؛ زادهٔ ۲۶ آوریل ۱۹۷۹) بازیگر اهل جمهوری چک است. She was nominated for Czech Lion Awards for best actress in 2000 for the same movie.
از فیلم‌ها یا برنامه‌های تلویزیونی که وی در آن نقش داشته است، می‌توان به عملیات سیلور ای، کشتن عیسی و فرزندان تلماسه فرانک هربرت اشاره کرد.
او در سال ۱۹۹۷ میلادی، برندهٔ جایزهٔ شیر چک در شاخهٔ «بهترین هنرپیشه نقش مکمل زن» شد.